# Асеро, Висенте

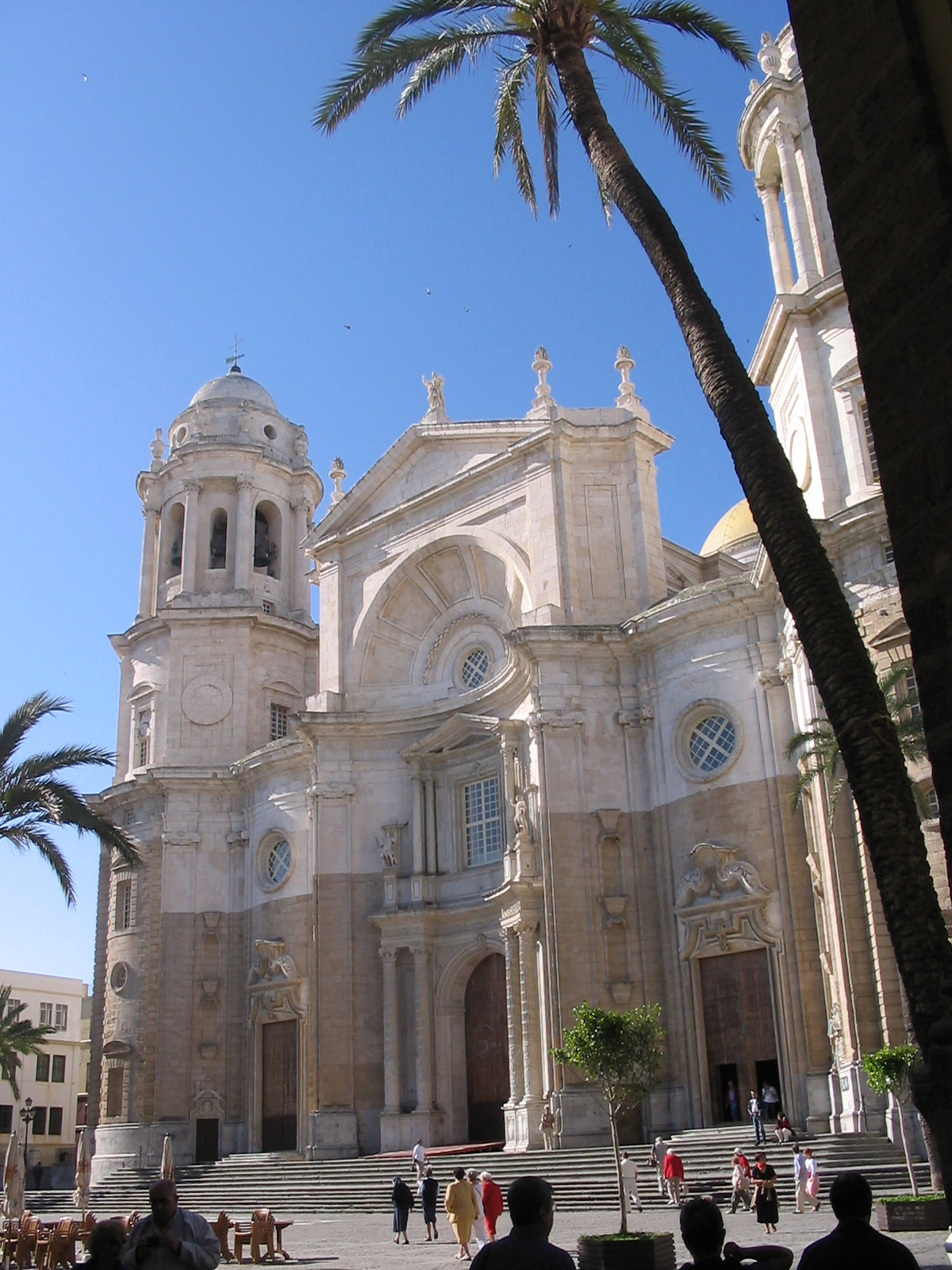
Кадисский собор

Висе́нте Асе́ро и Аре́бо (исп. Vicente Acero y Arebo; ок. 1675/1680 — 1739) — испанский архитектор эпохи барокко, известный своим значительным вкладом в оформление и строительство соборов Гранады, Гуадикса, Кадиса и Малаги.
Висенте Асеро родился в Кантабрии, обучался архитектуре у Франсиско Уртадо Искьердо (исп. Francisco Hurtado Izquierdo; 1669—1725). На творчество Асеро оказал особое влияние архитектор Диего Силоэ. Висенте Асеро также принимал участие в работе над кадисским дворцом герцогов Мединасели и коллегиатской церковью Святого Себастьяна в Антекере.
Архитектор умер в Севилье, где участвовал в строительстве Королевской табачной фабрики.